# E3 Harelbeke 2012
La E3 Harelbeke 2012, cinquantacinquesima edizione della corsa, inclusa per la prima volta nel circuito dell'UCI World Tour, fu disputata il 23 marzo 2012 su un percorso di 203 km. Fu vinta dal belga Tom Boonen, al traguardo in 4h51'59" a una media di 41,715 km/h.
Furono 106 in totale i corridori che tagliarono il traguardo.

## Percorso

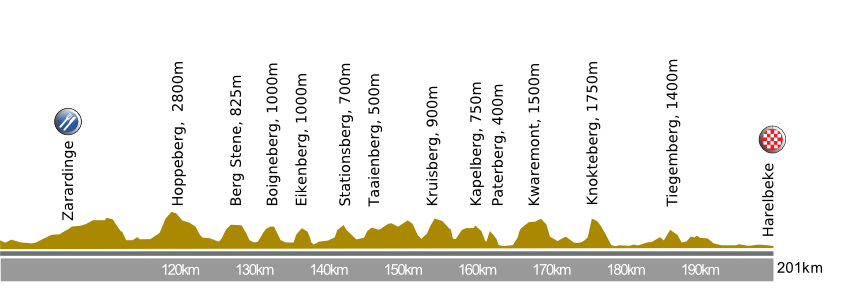
Il profilo altimetrico

L'edizione 2012 parte ed arriva nella città di Harelbeke. Il percorso prevede 203 km ed un totale di 13 muri: rispetto all'edizione 2011 è aggiunto il muro di Grammont.
I muri da percorrere sono i seguenti: il muro di Grammont, seguito da quello di La Houppe, il Berg Stene, il Boigneberg, l'Eikenberg, lo Stationsberg, il Taaienberg, il Kruisberg, il Kapelberg, il Paterberg, l'Oude Kwaremont, il Knokteberg ed il Tiegemberg, posto a circa 15 km dall'arrivo.

## Squadre partecipanti
Sono state invitate venticinque squadre ciclistiche. Oltre alla presenza obbligatoria dei diciotto UCI ProTeam, sono state invitate sette UCI Professional Continental Team: Accent.jobs-Willems Veranda's, Cofidis, Team Europcar, Farnese Vini-Selle Italia, Landbouwkrediet-Euphony, Project 1T4I e Topsport Vlaanderen-Mercator.
| N.      | Cod. | Squadra                |
| ------- | ---- | ---------------------- |
| 1-8     | RNT  | RadioShack-Nissan      |
| 11-18   | BMC  | BMC Racing Team        |
| 21-28   | LBT  | Lotto-Belisol Team     |
| 31-38   | OPQ  | Omega Pharma-Quickstep |
| 41-48   | ALM  | AG2R La Mondiale       |
| 51-58   | AST  | Astana Pro Team        |
| 61-68   | EUS  | Euskaltel-Euskadi      |
| 71-78   | FDJ  | FDJ-BigMat             |
| 81-88   | GEC  | GreenEDGE Cycling Team |
| 91-98   | KAT  | Katusha Team           |
| 101-108 | LAM  | Lampre-ISD             |
| 111-118 | LIQ  | Liquigas-Cannondale    |
| 121-128 | MOV  | Movistar Team          |

| N.      | Cod. | Squadra                       |
| ------- | ---- | ----------------------------- |
| 131-138 | RAB  | Rabobank Cycling Team         |
| 141-148 | SKY  | Sky Procycling                |
| 151-158 | GAR  | Team Garmin-Barracuda         |
| 161-168 | SAX  | Team Saxo Bank                |
| 171-178 | VCD  | Vacansoleil-DCM               |
| 181-188 | ACC  | Accent.jobs-Willems Veranda's |
| 191-198 | COF  | Cofidis, le Crédit en Ligne   |
| 201-208 | FAR  | Farnese Vini-Selle Italia     |
| 211-218 | LAN  | Landbouwkrediet-Euphony       |
| 221-228 | PRO  | Project 1T4I                  |
| 231-238 | EUC  | Team Europcar                 |
| 241-248 | TSV  | Topsport Vlaanderen           |

### Favoriti
Tra gli altri, partecipano i plurivincitori Tom Boonen (vinse consecutivamente dal 2004 al 2007) e Fabian Cancellara (campione in carica e vincitore dell'edizione 2010) e il vincitore dell'edizione 2009, Filippo Pozzato.

## Resoconto degli eventi
La corsa inizia con una fuga di nove corridori: Luca Ascani,  Sébastien Delfosse, Gert Dockx, Oscar Gatto,  Damien Gaudin, Gregor Gazvoda, Kevin Hulsmans, Michael Mørkøv e Nico Sijmens. La prima parte della corsa vede molte cadute tra le quali quella di David Millar che, portato in ospedale, rimedierà una clavicola rotta.
Il plotone riassorbe tutti i fuggitivi eccetto Gatto che viene raggiunto da Sylvain Chavanel e da Dmitrij Murav'ëv: in seguito Gatto fora, lasciando i due in testa alla corsa. Alcuni corridori tentano di uscire dal gruppo, che non lascia spazio e chiude su tutti i tentativi riprendendo anche i due al comando.
Si arriva alla volata finale vinta dal belga Tom Boonen, che vince per la quinta volta la E3 Harelbeke. Dietro al belga chiudono Óscar Freire, Bernhard Eisel, Leonardo Duque, Sep Vanmarcke e John Degenkolb.

## Ordine d'arrivo (Top 10)
| Pos. | Corridore          | Squadra      | Tempo    |
| ---- | ------------------ | ------------ | -------- |
| 1    | Tom Boonen         | Omega Ph.    | 4h51'59" |
| 2    | Óscar Freire       | Katusha      | s.t.     |
| 3    | Bernhard Eisel     | Sky          | s.t.     |
| 4    | Leonardo Duque     | Cofidis      | s.t.     |
| 5    | Sep Vanmarcke      | Garmin       | s.t.     |
| 6    | John Degenkolb     | Project 1T4I | s.t.     |
| 7    | Matthieu Ladagnous | FDJ          | s.t.     |
| 8    | Alexandre Pichot   | Europcar     | s.t.     |
| 9    | Alessandro Ballan  | BMC          | s.t.     |
| 10   | Sébastien Turgot   | Europcar     | s.t.     |

## Punteggi UCI
| Pos. | Corridore          | Squadra      | Punti |
| ---- | ------------------ | ------------ | ----- |
| 1    | Tom Boonen         | Omega Pharma | 80    |
| 2    | Óscar Freire       | Katusha      | 60    |
| 3    | Bernhard Eisel     | Sky          | 50    |
| 4    | Sep Vanmarcke      | Garmin       | 30    |
| 5    | Matthieu Ladagnous | FDJ          | 14    |
| 6    | Alessandro Ballan  | BMC          | 6     |

| Pos. | Squadra                | Punti |
| ---- | ---------------------- | ----- |
| 1    | Omega Pharma-Quickstep | 80    |
| 2    | Katusha Team           | 60    |
| 3    | Sky Procycling         | 50    |
| 4    | Team Garmin-Barracuda  | 30    |
| 5    | FDJ-BigMat             | 14    |
| 6    | BMC Racing Team        | 6     |

| Pos. | Nazione | Punti |
| ---- | ------- | ----- |
| 1    | Belgio  | 110   |
| 2    | Spagna  | 60    |
| 3    | Austria | 50    |
| 4    | Francia | 14    |
| 5    | Italia  | 6     |